# Paysan dans l'Égypte antique
Le paysan dans l'Égypte antique, comme ceux de toutes les parties du monde, a pour tâche de cultiver le sol et de nourrir la population. Dans l'Égypte antique, les paysans occupaient environ 90% de la population.
Son nom même, sḥty (sekhety, litt. celui de la campagne, le campagnard, le paysan) connote ses principales occupations et la nature du sol sur lequel il vit, puisque la campagne égyptienne est représentée par l'élément caractéristique de l'espace marécageux sekhet (copte : sôché) – comme antonyme de la ville –, qui fait apparaître le hiéroglyphe de la roselière, où non seulement on cultive, on fait pâturer les bêtes, où on pêche, on chasse, mais où aussi on se livre à la cueillette des plantes utiles tant pour l'alimentation, pour les supports de l'écriture (le papyrus) que pour la sparterie.
La campagne recouvre tant l'espace agricole que marécageux, c'est-à-dire deux territoires spécifiques que les Égyptiens nommaient, dans leur terminologie spécifique à la vallée du Nil, w et ḫȝ.t, respectivement terroir cultivable et espace marécageux, ce dernier situé aux limites des terres cultivées.
Le paysan égyptien est donc celui qui vit dans cet espace plongé pendant quatre mois de l'année sous l'eau de la crue et qui, lorsque le sol chargé de limon émerge, y mène, tenant les mancherons de sa charrue, une vie harassante faite des travaux de tous les jours, côtoyant ceux qui vivent de l'exploitation du marais égyptien, chasseurs, pêcheurs et oiseleurs.